# The Crown (tv-serie)
 Denne artikel omhandler tv-serien The Crown. Opslagsordet har også en anden betydning, se The Crown.
The Crown er en amerikansk-britisk tv-serie, som er skabt og skrevet af Peter Morgan og produceret af Left Bank Pictures for Netflix. Serien er en biografisk historie over dronning Elizabeths regeringstid. Den første sæson af serien består af 10 episoder, som hver har en længde af en time, blev frigivet den 4. november 2016.
Serien skal have 60 episoder over seks sæsoner, med Claire Foy som spiller dronningen i den tidlige del af hendes regeringstid. The Crown er kendt for at skifte hele sit cast ud efter 2 sæsoner. F.eks spilles Dronning Elizabeth af Claire Foy i sæson 1 og 2, Olivia Colman i sæson 3 og 4 samt Imelda Staunton i sæson 5 og 6.
Seriens første sæson blev frigivet den 4. november 2016, den anden sæson den 8. december 2017 og den tredje den 17. november 2019. Den fjerde sæson bliver sandsynligvis frigivet i slutningen af 2020 og den femte i 2022. I januar 2020 meddelte produktionen, at serien ville stoppe efter sæson 5. I juli 2020 sagde produktionen bag serien, at de alligevel ville lave en sjette og sidste sæson af den populære serie.

## Rollebesætning
| Rolle                                        | Sæson                  | Sæson                  | Sæson                | Sæson                | Sæson                      | Sæson                  |
| Rolle                                        | Sæson 1                | Sæson 2                | Sæson 3              | Sæson 4              | Sæson 5                    | Sæson 6                |
| -------------------------------------------- | ---------------------- | ---------------------- | -------------------- | -------------------- | -------------------------- | ---------------------- |
| Dronning Elizabeth II                        | Claire Foy             | Claire Foy             | Olivia Colman        | Olivia Colman        | Imelda Staunton            | Imelda Staunton        |
| Unge prinsesse Elisabeth                     | Verity Russel          |                        | Verity Russel        | Claire Foy           | Claire Foy                 | Viola Prettejohn       |
| Prins Philip, hertug af Edinburgh            | Matt Smith             | Matt Smith             | Tobias Menzies       | Tobias Menzies       | Jonathan Pryce             | Jonathan Pryce         |
| Unge Prins Phillip                           |                        | Finn Elliot            | Finn Elliot          |                      |                            |                        |
| Prinsesse Margaret                           | Vanessa Kirby          | Vanessa Kirby          | Helena Bonham Carter | Helena Bonham Carter | Lesley Manville            | Lesley Manville        |
| Unge Prinsesse Margaret                      | Beau Gadsdon           |                        | Beau Gadsdon         |                      |                            | Beau Gadsdon           |
| Camilla Parker Bowles                        |                        |                        | Emerald Fenell       | Emerald Fenell       | Olivia Williams            | Olivia Williams        |
| Prins Charles af Wales                       | Billy Jenkins          | Billy Jenkins          | Josh O'Connor        | Josh O'Connor        | Dominic West               | Dominic West           |
| Diana, Prinsesse af Wales                    |                        |                        | Emma Corrin          | Emma Corrin          | Elizabeth Debicki          | Elizabeth Debicki      |
| Prins William, hertug af Cambridge           |                        |                        |                      | Lucas Barber-Grant   | Senan West                 | Rufus Kampa & Ed McVey |
| Prinsesse Catherine, hertuginde af Cambridge |                        |                        |                      |                      |                            | Meg Bellamy            |
| Prins Harry, hertug af Sussex                |                        |                        |                      | Arran Tinker         | Teddy Hawley & Will Powell | Will Powell & TBA      |
| Prinsesse Anne                               | Grace & Amelia Gilmour | Grace & Amelia Gilmour | Erin Doherty         | Erin Doherty         | Claudia Harrison           | Claudia Harrison       |
| Prins Edward af Storbritannien               |                        |                        |                      | Angus Imrie          | Sam Woolf                  | Sam Woolf              |
| Prins Andrew af Storbritannien               |                        |                        |                      | Tom Byrne            | James Murray               | James Murray           |
| Sarah, Hertuginde af York                    |                        |                        |                      |                      | Emma Laird Craig           | Emma Laird Craig       |
| Kong George Vl                               | Jared Harris           | Jared Harris           |                      |                      |                            |                        |
| Dronning Mary                                | Eileen Atkins          |                        |                      |                      |                            |                        |
| Dronning Elizabeth, Dronningemoderen         | Victoria Hamilton      | Victoria Hamilton      | Marion Bailey        | Marion Bailey        | Marcia Warren              | Marcia Warren          |
| Prins Edward, hertug af Windsor              | Alex Jennings          | Alex Jennings          | Derek Jacobi         |                      |                            |                        |
| Wallis, hertuginde af Windsor                | Lia Williams           | Lia Williams           | Geraldine Chaplin    |                      |                            |                        |
| Lord Louis Mountbatten                       | Greg Wise              | Greg Wise              | Charles Dance        |                      |                            |                        |
| Peter Townsend                               | Ben Miles              | Ben Miles              |                      |                      | Timothy Dalton             |                        |
| Premierminister, Winston Churchill           | John Lithgow           | John Lithgow           | John Lithgow         |                      |                            |                        |
| Premierminister, Anthony Eden                | Jeremy Northman        | Jeremy Northman        |                      |                      |                            |                        |
| Premierminister, Margaret Thatcher           |                        |                        |                      | Gillian Anderson     |                            |                        |
| Premierminister, John Major                  |                        |                        |                      |                      | Jonny Lee Miller           |                        |
| Premierminister, Tony Blair                  |                        |                        |                      |                      | Bertie Carvel              | Bertie Carvel          |
| Cherie Blair                                 |                        |                        |                      |                      | Lydia Leonard              | Lydia Leonard          |
| Dodi Fayed                                   |                        |                        |                      |                      | Khalid Abdalla             | Khalid Abdalla         |
| Mohamed Al-Fayed                             |                        |                        |                      |                      | Amir El-Masry & Salim Daw  | Salim Daw              |

### Tilbagevendende
- Harry Hadden-Paton som Martin Charteris
- Stephen Dillane som Graham Sutherland[6]
- Andy Sanderson som Prins Henry[7]
- Michael Culkin som Rab Butler[7]
- Nicholas Rowe som Jock Colville[7]
- Harriet Walter som Clementine Churchill[8]
- Alex Jennings som Hertugen af Windsor[8]
- Rosalind Knight som Prinsesse Alice[8]
- Pip Torrens som Tommy Lascelles
- Simon Chandler som Clement Attlee
- Clive Francis som Lord Salisbury
- Lia Williams som Wallis Simpson
- Paul Sheridan som Edens Aide[9]
- David Shields som Colin Tennant[10]
- Rita McDonald Damper som Prinsesse Marina[7]
- Amir Boutrous som Gamal Abdel Nasser[7]

## Eksterne links
- The Crown på Internet Movie Database (engelsk)
- The Crown på Rotten Tomatoes (engelsk)
- The Crown på Metacritic (engelsk)
- The Crown på Filmaffinity (engelsk)
- The Crown på Netflix (engelsk)
- The Crown hos The Movie Database (engelsk)
- The Crown hos TheTVDB (engelsk)
- The Crown hos TV.com (engelsk)